# Mehrdad Minavand
Mehrdad Minavand (Teerã, 30 de novembro de 1975 – Teerã, 27 de janeiro de 2021) foi um futebolista iraniano.

## Carreira
Minavand atuou no Sturm Graz, com o qual conquistou um campeonato nacional e uma Copa da Áustria.
Ganhou a medalha de bronze na Copa da Ásia de 1996 e esteve na Copa do Mundo FIFA de 1998, ambas com a Seleção Iraniana. Com 67 internacionalizações, marcou 4 golos pela seleção iraniana.

## Morte
Minavand morreu em 27 de janeiro de 2021, aos 45 anos, após ficar internado no Laleh Hospital em Teerã devido à COVID-19.